# Каньон Матка
Каньон Матка (макед. Матка) — каньон в Северной Македонии, расположенный к западу от города Скопье, Северная Македония. Занимает площадь около 5000 гектаров. Каньон Матка является популярным местом отдыха в Северной Македонии, местом, где расположено несколько средневековых монастырей. Озеро Матка в каньоне является старейшим искусственным озером в стране.

## Геология
В районе каньона расположено десять пещер. Самая короткая из них имеет длину 20 метров, самая длинная — 176 метров. Каньон имеет два вертикальных провала, глубиной 35 метров.
В каньоне протекает река Треска. Рядом с ней находится пещера Врело с множеством сталактитов. Один из сталактитов, из-за своей формы, носит название «шишка». В конце пещеры расположено два озера. Меньшее озеро находится на глубине 8 метров, большее — на глубине 15 метров.
Точная глубина пещеры неизвестна, но некоторые полагают, что эта пещера может более глубокая
.

## Флора и фауна
Каньон Матка служит домом для разнообразных растений и животных, некоторые из которых является краснокнижными. В Каньоне встречаются 77 эндемичных видов бабочек. В пещерах каньона живут большие популяции летучих мышей.

## Достопримечательности
Благодаря своей близости к Скопье, каньон Матка является популярным местом отдыха для горожан и туристов. Туристы посещают каньон с весны и до глубокой осени, плавают на байдарках по реке Треска, купаются, занимаются рыбной ловлей и охотой.

## Монастыри
В районе каньона расположен Андреевский монастырь, а также другие исторические церкви и монастыри. Монастырь Святого Андрея находится в ущелье реки Треска. Построенный в 1389 году, монастырь хранит фрески митрополита Йована.
Монастырь Пресвятой Богородицы, построенный в 14 веке, расположен на левом берегу Треска. Согласно надписи на церкви монастыря, некто, по имени Милица в 1497 году застал эту церковь в плохом состоянии, без крыши. Он заменил крышу, нарисовал новые фрески, построил портик и создал виноградник.
Монастырь Святого Николая расположен на вершине скалы над ущельем и над монастырем Святого Андрея. Дата строительства храма монастыря неизвестна. Первое упоминание о нем относится к 17 веку — времени османского гнёта. Иконостас церкви был расписан в 1645 году, а западная сторона храма была расписана в 1630 году. Монастырь обезлюдел в 18 веке. С монастыря открывается красивый вид на каньон.

## Галерея
- Скалолазы
- Байдарочники
- Озеро Матка
- Матка в 1919 году
- Вид на каньон
- Монастырь Матка
- Скальные стены над водой
- Каньон Матка и окрестные горы
- Монастырь Святого Николая
- Плотина в каньоне